# Mikell's
Mikell's fue un legendario club de jazz situado en la esquina de 97th Street y Columbus Avenue, Nueva York.
Dirigida por  Mike Mikell y Pat Mikell, durante más de veinte años, de 1969 a 1991 fue el punto de encuentro para los más cotizados músicos de sesión de Nueva York que celebraban jam sessions allí con las estrellas de soul, funk and jazz de visita por la ciudad.
Entre los músicos y bandas asociadas con Mikell’s se encuentran Stuff, que actuaban allí tres veces a la semana desde su formación en 1974 hasta 1980 y acompañada de cantantes como Stevie Wonder and Joe Cocker. Art Blakey y el Jazz Messengers Big Band, que incluía a Wynton Marsalis, grabó allí en directo el disco Art Blakey and the Jazz Messengers Big Band - Live at Montreux and North Sea (1980). Otros artistas asociados con el club son Milt Jackson, Ray Brown, Cedar Walton, Paquito D'Rivera, Clifford Jordan, Art Farmer, Ray Brown, Cornell Dupree, George Benson, Miriam Makeba, McCoy Tyner, David Sanborn y Mike Stern.
Antes de embarcar en su carrera en solitario, Whitney Houston actuaba habitualmente en Mikell's con su madre Cissy Houston y fue allí donde también actuó por primera vez en solitario, y donde Clive Davis de Arista Records la descubriría.

## Grabaciones en directo en Mikell's
- Live at Mikell’s New York - John Tropea (1980, publicada en 1994)
- New York Scene - Art Blakey and Jazz Messengers (1984)[7]